# Göran Karlström
Göran "Kalis" Karlström är före detta (?) ishockeytränare som bl.a. tränat Malmö Redhawks A-lag sedan under 2009 och 2010.
Han har även varit verksam inom laget 1991-1995 och 2001-2005. Närmast innan han fick jobbet som A-lagstränare arbetade han som elektriker i Danmark, där han är bosatt.
Efter att Karlström tog över fortsatte det gå dåligt i några matcher till, fram till metamorfosen till "Babyhawks". Efter den förändringen spelade laget 8 raka segrar (varav några efter straffar). Därefter förlorade man den sista och avgörande matchen under säsongen borta mot Leksand, även det efter straffar. För mer information om detta hänvisas till sidan sidan om Malmö Redhawks 2008/2009.
Efter att ha tränat Redhawks så fortsatte Karlström med att träna IK Pantern. Det är oklart om han fortfarande arbetar som tränare: http://www.eliteprospects.com/staff.php?staff=669